# Jan Szymanowski (generał)

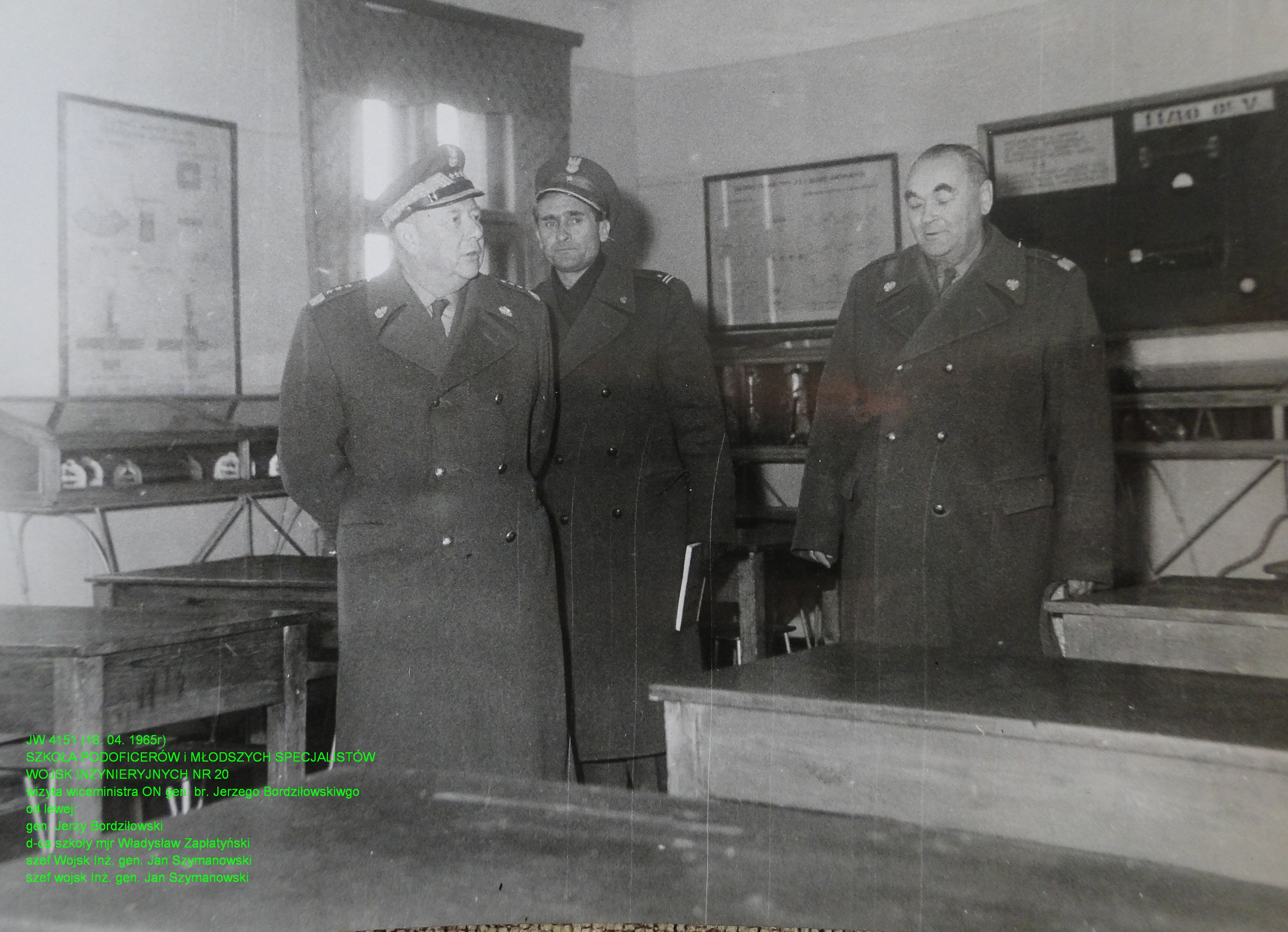
Od lewej gen. Jerzy Bordziłowski, mjr Władysław Zapłatyński i gen. Jan Szymanowski, Szczecin 16 kwietnia 1965

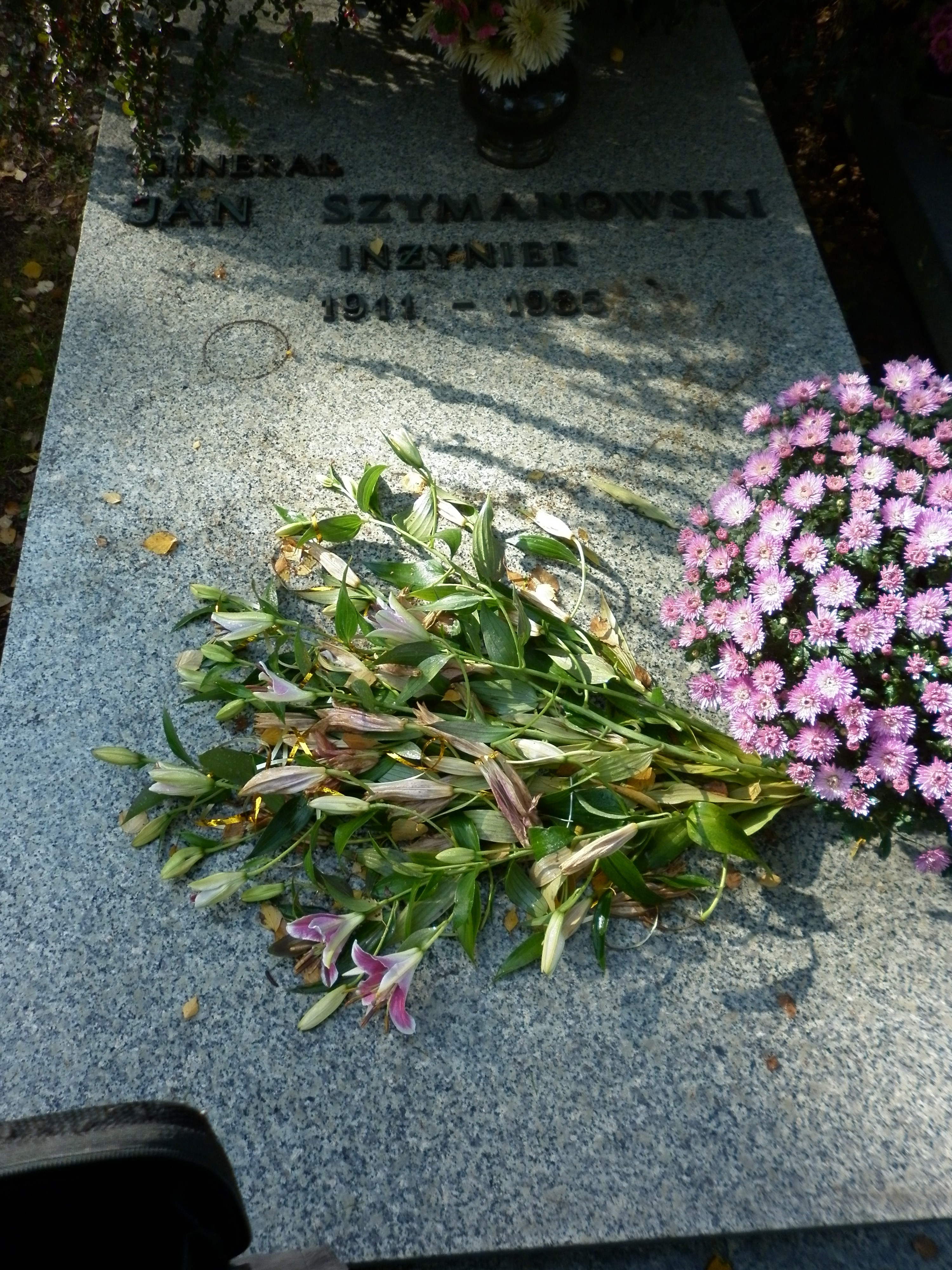
Grób Jana Szymanowskiego na Cmentarzu Wojskowym na Powązkach

Jan Szymanowski (ur. 24 września 1911 w Baku, zm. 25 grudnia 1985 w Warszawie) – generał brygady Ludowego Wojska Polskiego, major Armii Czerwonej.

## Życiorys
Na początku XX wieku rodzice jego wyjechali do Baku, gdzie ojciec pracował w budującej się rafinerii. W 1918, gdy ojca zamordowali sowieci jako polskiego burżuja, matka wywiozła dzieci do Archangielska. Po zakończeniu szkoły średniej dostał się na studia politechniczne w Żytomierzu, które ukończył z I lokatą i dyplomem inżyniera budowy dróg i mostów. Od 1933 pracował jako inżynier drogowy w południowej części ZSRR.
Do Armii Czerwonej został powołany w czerwcu 1941, po wybuchu wojny sowiecko-niemieckiej i skierowany do służby w oddziałach 9 Armii, w składzie której walczył na Ukrainie i na podgórzu Kaukazu. W lipcu 1943 jako Polak w stopniu majora skierowany do 1 Dywizji Piechoty im. Tadeusza Kościuszki. Początkowo w służbie tyłów, później na froncie w 1943 w Korpusie Polskim w kwatermistrzostwie Korpusu. W 1944–1945 szef Wydziału Drogowego – pomocnik szefa sztabu kwatermistrzostwa 1 Armii Wojska Polskiego. Przeszedł cały szlak bojowy 1 Armii Wojska Polskiego. Po zdobyciu Warszawy, na początku 1945 kierował budową drewnianego mostu niskowodnego przez Wisłę w rejonie Mostu Poniatowskiego.
W latach 1946–1950 szef Wydziału Drogowo-Mostowego Departamentu Inżynierii i Saperów Wojska Polskiego, szef Wydziału Dróg Kołowych Sztabu Głównego Kwatermistrzostwa Wojska Polskiego w okresie 1950–1952, 1952–1961 szef Zarządu Drogowego Sztabu Generalnego WP. W okresie 15-lecia powojennego włożył dużo wysiłku i umiejętności organizatorskich w odbudowę wielu zniszczonych mostów na terenie kraju oraz w budowę mostów stałych. Owocnie współpracował w tym zakresie z instytucjami cywilnymi i naukowymi. Zasłużył się gospodarce kraju znaczną ilością odbudowanych i wyremontowanych dróg i mostów. W 1956 z wielkim trudem uzyskał obywatelstwo polskie i pozostał w Ludowym Wojsku Polskim. W 1956 r. mianowany na stopień generała brygady.
W latach 1961–1972 szef Wojsk Inżynieryjnych MON. Na tym stanowisku przyczynił się do doskonalenia przez wojska budownictwa mostów wojennych i urządzania przepraw. Inspirował postęp naukowo-techniczny w dziedzinie rozwoju nowego sprzętu i środków inżynieryjno-saperskich.
Autor szeregu wydawnictw fachowych, w tym instrukcji i podręczników takich jak: Mosty niskowodne, Drewniane mosty wysokowodne, Budowa dróg wojskowych, Urządzanie przepraw w warunkach zimowych.
Autor wspomnień z walk w czasie II wojny światowej i po jej zakończeniu do 1961 pt. Służyłem w wojskach drogowych.
W lutym 1972 przeszedł w stan spoczynku ze względu na stan zdrowia. Osiadł w Warszawie, gdzie zmarł. Pochowany na Cmentarzu Wojskowym na Powązkach (kwatera B4-7-6). W jego pogrzebie uczestniczył minister obrony narodowej, członek Biura Politycznego KC PZPR gen. armii Florian Siwicki oraz minister górnictwa gen. dyw. Czesław Piotrowski.

## Odznaczenia
- Order Sztandaru Pracy I klasy (1971)
- Order Sztandaru Pracy II klasy (1968)
- Order Krzyża Grunwaldu III klasy (1945)
- Order Virtuti Militari IV klasy (1945)
- Krzyż Komandorski Orderu Odrodzenia Polski (1958)
- Krzyż Oficerski Orderu Odrodzenia Polski (1945)
- Srebrny Krzyż Zasługi (1946)
- Medal 10-lecia Polski Ludowej
- Medal 30-lecia Polski Ludowej
- Medal 40-lecia Polski Ludowej
- Medal za Odrę, Nysę, Bałtyk (1945)
- Medal za Warszawę 1939–1945 (1945)
- Medal „Za udział w walkach o Berlin” (1966)
- Złoty Medal „Siły Zbrojne w Służbie Ojczyzny” (1958)
- Złoty Medal „Za zasługi dla obronności kraju” (1968)
- Złoty Gryf Pomorski (1959)
- Złota odznaka honorowa „Za Zasługi dla Warszawy” (1965)[2]
- Order Czerwonego Sztandaru (ZSRR, 1968)
- Order Czerwonej Gwiazdy (ZSRR, dwukrotnie, 1943 i 1956)
- Order Wojny Ojczyźnianej I stopnia (ZSRR, 1945)
- Medal „Za obronę Kaukazu” (ZSRR, 1944)
- Medal „Za zwycięstwo nad Niemcami w Wielkiej Wojnie Ojczyźnianej 1941–1945” (ZSRR, 1945)
- Medal „Za wyzwolenie Warszawy” (ZSRR, 1945)
- Medal „Za zdobycie Berlina” (ZSRR, 1946)
- Medal „Za zasługi bojowe” (ZSRR, 1951)
- Odznaka „25-lecia Zwycięstwa w Wielkiej Wojnie Ojczyźnianej 1941-1945” (ZSRR, 1970)[3]
- Medal jubileuszowy „Trzydziestolecia zwycięstwa w Wielkiej Wojnie Ojczyźnianej 1941–1945” (ZSRR)
- Medal jubileuszowy „Czterdziestolecia zwycięstwa w Wielkiej Wojnie Ojczyźnianej 1941–1945” (ZSRR)

I inne.